# Драгау (стадіон)
Стадіон «Драга́у» або «Ешта́діу ду Драга́у» (порт. Estádio do Dragão) — стадіон у місті Порту, Португалія, було збудовано на місці колишнього стадіону «Анташ», відкритий 16 листопада 2003 року (товариською грою між командами «Порту» та іспанською «Барселоною»). За даними офіційного сайту клубу вміщує 50 399 глядачів, за іншими даними — 50 476.
Є домашнім стадіоном ФК «Порту».

## Євро-2004
Під час Чемпіонату Європи з футболу 2004 стадіон приймав п’ять матчів за участі збірних команд Португалії, Греції, Німеччини, Нідерландів, Італії, Швеції, Чехії та Данії: 
| Дата      | Матч                   | Рахунок | Раунд                     |
| --------- | ---------------------- | ------- | ------------------------- |
| 12 червня | Португалія — Греція    | 1:2     | Матч групи «A», відкриття |
| 15 червня | Німеччина — Нідерланди | 1:1     | Матч групи «D»            |
| 18 червня | Італія — Швеція        | 1:1     | Матч групи «C»            |
| 27 червня | Чехія — Данія          | 3:0     | Чвертьфінал               |
| 1 липня   | Греція — Чехія         | 1:0     | Півфінал                  |

## Матчі за участі українських команд
21 жовтня 2008 року у рамках групового турніру Ліги чемпіонів УЄФА на стадіоні проти місцевого «Порту» грало київське «Динамо». Гра закінчилась перемогою українського клубу з рахунком 1-0. Єдиний гол на 27-й хвилині зустрічі забив Олександр Алієв.

## Галерея зображень

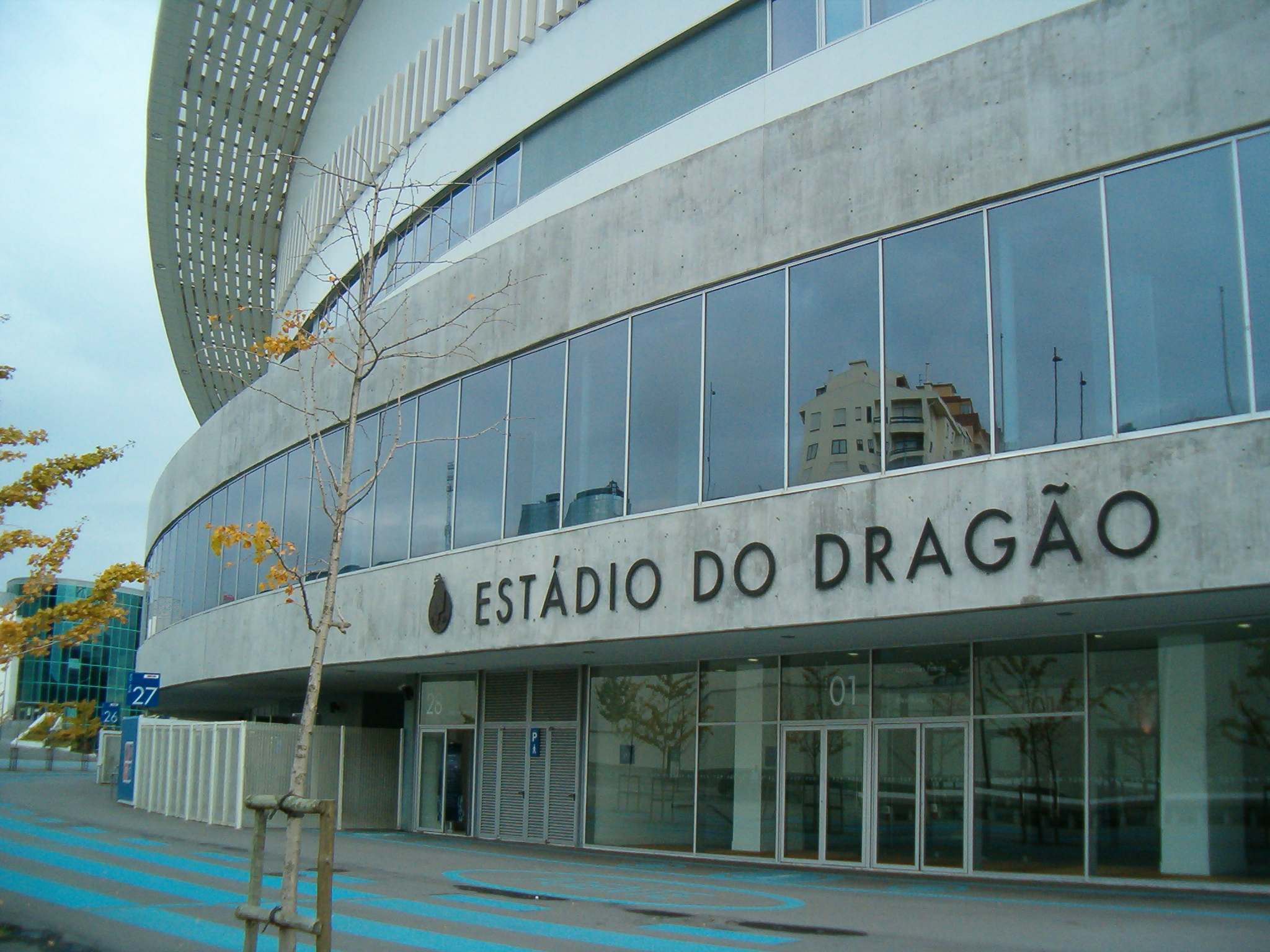
Фасад стадіону
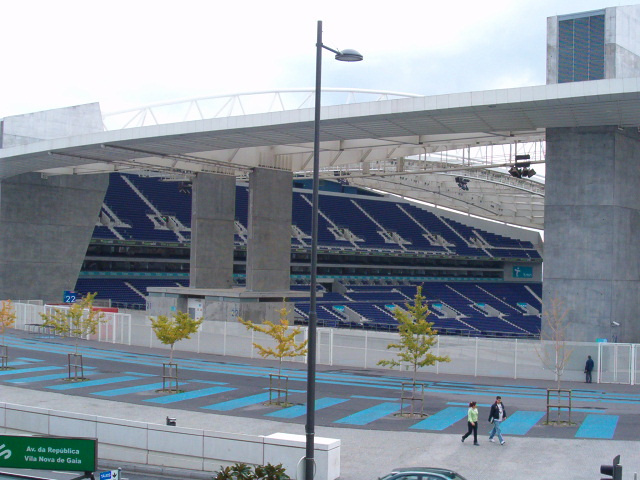
Синьо-білі трибуни стадіону
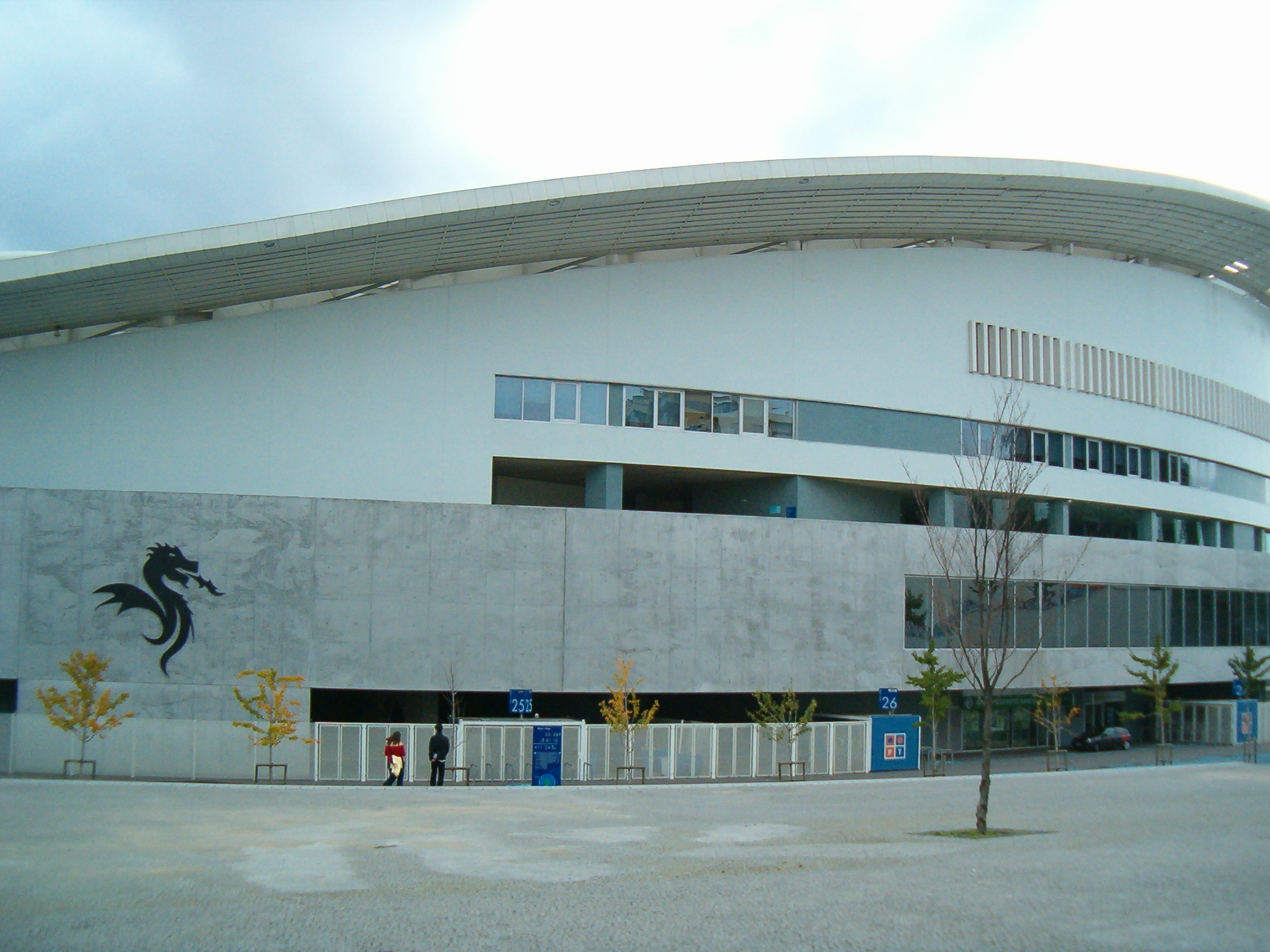
Вигляд ззовні (емблема)
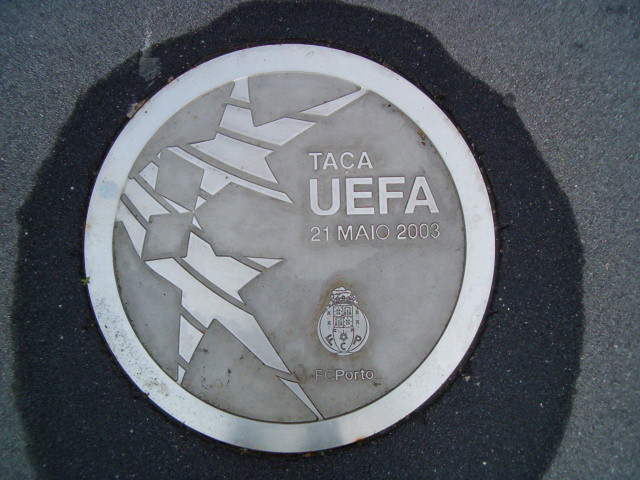
Медальйон приурочений перемозі в Кубку УЄФА у 2003 році
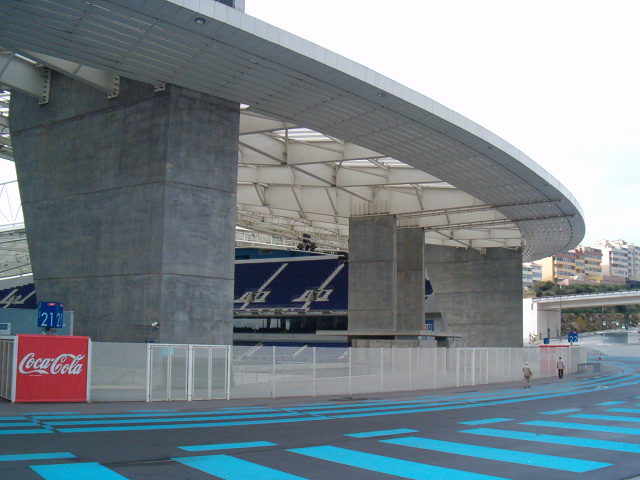
Ще один вигляд ззовні